# The Garden (film 1990)
The Garden è un film del 1990 diretto da Derek Jarman e ispirato ai vangeli di Marco e Luca.

## Trama
Il film racconta due storie: la prima, dove una donna, forse la Madonna, cammina con il suo bambino verso una folla di paparazzi invadenti, a cui lei cerca di fuggire. La seconda, dove due uomini si sposano e vengono arrestati dalla polizia. Gli uomini vengono derisi e picchiati, in quanto gay.

## Produzione
Sono numerose le aziende produttrici del film, ovvero: Basilisk Communications, Channel 4, British Screen Productions, Zweites Deutsches Fernsehen (ZDF), Uplink, Sohbi Kikaku, e Space Shower TV. Il film è stato girato in Inghilterra, e più precisamente a Londra e a Kent. Alcune scene sono state realizzate nel giardino della casa del regista. Il budget ammonta a circa £ 380.000.

### Colonna sonora
La colonna sonora è Think Pink, prodotta dalla W.B. Music Corporation nel 1957. È stata composta da Roger Edens, arrangiata da Dean Broderick, ed eseguita da Jessica Martin.

## Distribuzione
Negli Stati Uniti il film è stato distribuito dalla International Film Circuit; in Francia il 25 ottobre 1995 dalla CQFD, e in Giappone il 7 settembre 1990 dalla Uplink.
In Italia The Garden venne trasmesso in prima visione TV, alle 01:15 di martedì 19 ottobre 1993, su Rai tre, in versione originale con sottotitoli in italiano.

## Accoglienza
Il film su IMDb riceve un punteggio di 6.8/10, mentre su MYmovies 2.

## Riconoscimenti
- 1991 - Festival internazionale del cinema di Berlino
  - Forum del nuovo cinema per Derek Jarman
  - Menzione speciale dell'OICC
- 1991 - Festival cinematografico internazionale di Mosca
  - Candidatura al San Giorgio d'Oro per Derek Jarman
- 1991 - Festival del cinema di Stoccolma
  - Candidatura al Cavallo di bronzo per Derek Jarman